# Abyssochrysos
Abyssochrysos là một chi ốc biển, là động vật thân mềm chân bụng sống ở biển trong họ Abyssochrysidae.

## Các loài
Các loài thuộc chi Abyssochrysos bao gồm:
- Abyssochrysos bicinctum Bouchet, 1991[3][4]
- Abyssochrysos brasilianum Bouchet, 1991[3][5]
- Abyssochrysos eburneum (Locard, 1897)[6]
- Abyssochrysos melanioides Tomlin, 1927[7]
- Abyssochrysos melvilli (Schepman, 1909)[8]
- Abyssochrysos xouthos Killeen & Oliver, 2000[9][10]